# Gerarchia esponenziale
Nella teoria della complessità computazionale, la gerarchia esponenziale è una gerarchia di classi di complessità, che inizia con EXPTIME:
{\displaystyle {\rm {{EXPTIME}=\bigcup _{k\in \mathbb {N} }{\mbox{DTIME}}\left(2^{n^{k}}\right)}}}
e continua con
{\displaystyle {\mbox{2-EXPTIME}}=\bigcup _{k\in \mathbb {N} }{\mbox{DTIME}}\left(2^{2^{n^{k}}}\right)}
{\displaystyle {\mbox{3-EXPTIME}}=\bigcup _{k\in \mathbb {N} }{\mbox{DTIME}}\left(2^{2^{2^{n^{k}}}}\right)}
e così via.
Abbiamo P ⊂ EXPTIME ⊂ 2-EXPTIME ⊂ 3-EXPTIME ⊂ ….  Diversamente dal caso analogo della gerarchia polinomiale, il teorema della gerarchia temporale garantisce che queste inclusioni sono corrette; cioè, che vi sono linguaggi in EXPTIME ma non P, in 2-EXPTIME ma non in EXPTIME e così via.
L'unione di tutte le classi nella gerarchia esponenziale è la  classe ELEMENTARY.